# Kasteel de Rivieren
Het Kasteel de Rivieren of Kasteel ter Rivieren (Frans: Château de Rivieren) is een kasteel in Ganshoren, een gemeente in het noordwesten van het Brussels Hoofdstedelijk Gewest. Op het domein wordt het kasteel omringd door een vijver (een overblijfsel van de grote middeleeuwse slotgrachten), in een park van 10 hectare (het Albertpark).

## Geschiedenis
Het kasteel wordt vermeld op een kaart van Brussel en omstreken uit 1665, maar zijn geschiedenis gaat terug tot de 14e eeuw, daar het zijn naam ontleent aan de heren de Rivieren d'Aerschot. In 1628 kocht Frans I van Kinschot, telg van het geslacht van Kinschot en trezorier-generaal van de Spaanse Nederlanden, het kasteel. Het huidige uitzicht heeft het park te danken aan zijn zoon, Frans II van Kinschot, graaf van Sint-Pieters-Jette en minister van Financiën van de aartshertogen Albrecht en Isabella, die het tot een echt lusthof omvormde. Verscheidene bomen in dit park hebben een beschermde status.

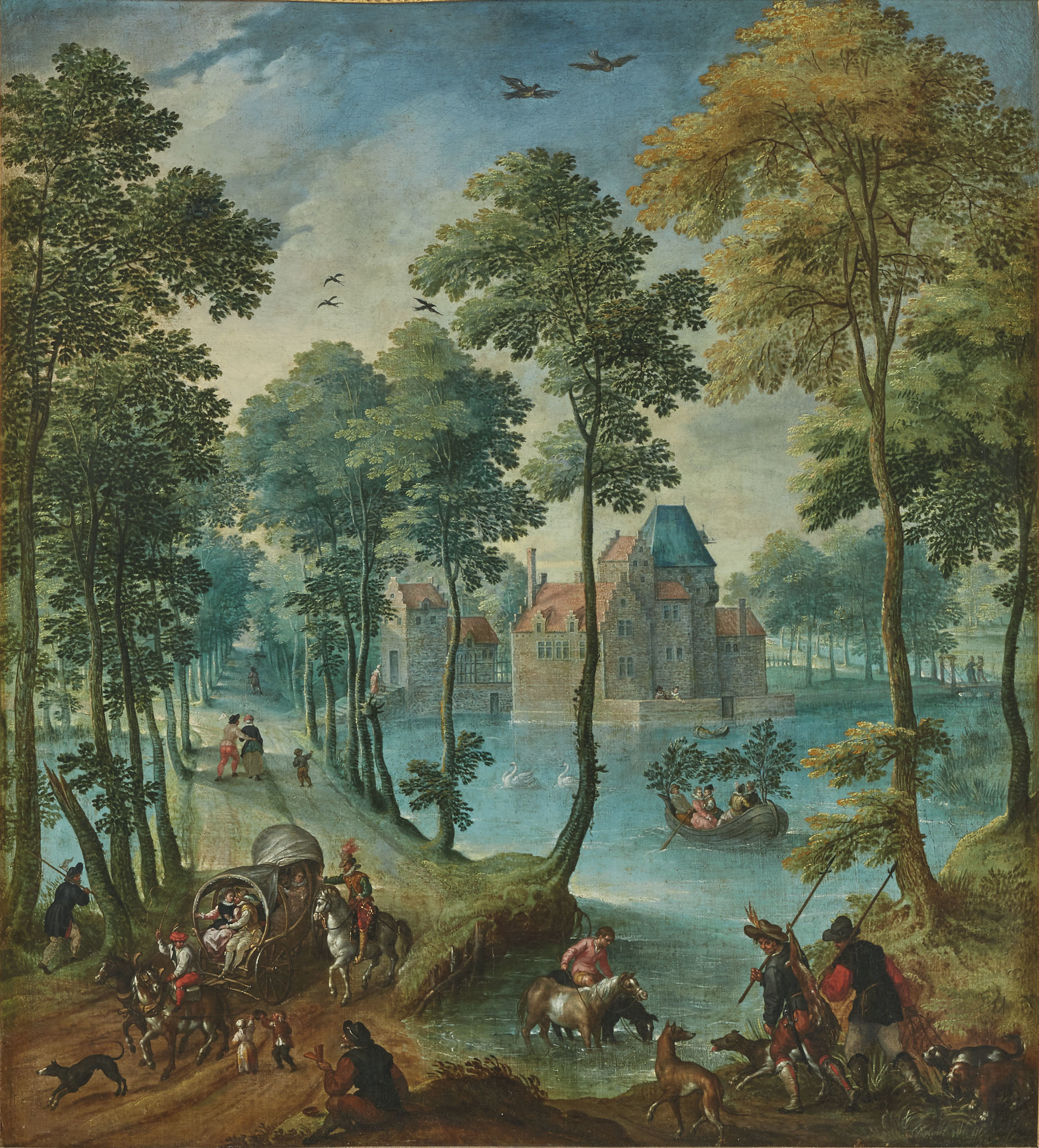
Het kasteel op een schilderij rond 1620 naar een 16e-eeuwse gravure van Hans Collaert

Het kasteel toont verscheidene interessante architecturale karakteristieken. Van de oorspronkelijke burcht rest niets meer dan een vierkante, volledig stenen, slottoren uit de 13e eeuw. In de loop der tijden werden hier verschillende delen aan toegevoegd, opgetrokken uit baksteen en gescheiden door vensterlijsten en muurankers van steen, terwijl de slotgrachten en de ophaalbrug zijn bewaard gebleven.
De faam en het dynamisme van zijn opeenvolgende bezitters zorgden ervoor dat het domein vanaf 1638 werd verheven tot baronie, alvorens een graafschap te worden in 1659.
Gérard-François de Villegas, kleinzoon van Frans II van Kinschot, zal uiteindelijk het gehele goed erven. Veel later, in de loop van de 18e eeuw, werd het kasteel verwaarloosd tot het haast een ruïne leek. Verscheidene renovatiewerken werden daarom ondernomen door graaf Ulric de Villegas de Saint-Pierre-Jette, een afstammeling van de Villegas die het domein had geërfd.

## 20e-21e eeuw
Na te zijn verwoest door verschillende branden, kende het kasteel een nieuwe fase van renovaties in het begin van de 20e eeuw. In 1973 stierf de weduwe van Albert de Villegas en in 1977 verkochten de zonen van de laatste kasteelheer het goed aan een Zwitserse maatschappij, die met grote kosten het kasteel en zijn aanhorigheden restaureerde, alvorens deze uit te baten als plaats voor evenementen en seminaries.
Het kasteel en het park zijn sinds 1983 geklasseerd als cultureel erfgoed, als enig en uniek overblijfsel van middeleeuwse origine en feodale stijl in het Brussels Hoofdstedelijk Gewest.
Het kasteel de Rivieren heeft sinds 1998 zijn poorten niet meer opengesteld voor het grote publiek. Het is niet ten prooi gevallen aan de Brusselse urbane expansiedrift van de jaren '50 en '60 van de 20e eeuw.